# Firmina z Amelii
Święta Firmina, Fermina – włoska męczennica z czasów prześladowań Dioklecjana, święta Kościoła katolickiego, patronka marynarzy.

## Żywot
Według podań żyła w III wieku, za panowania Dioklecjana. Najstarsze zapiski o niej pochodzą jednak z VI wieku.
Według jednej z najpopularniejszych legend, była córką Kalpurnisa, prefekta w Rzymie. Olimpiadis, wysoki urzędnik, próbował ją uwieść, ale został nawrócony przez nią na wiarę chrześcijańską, za którą zginął śmiercią męczeńską 1 grudnia. Firmina pochowała go w okolicy swej posiadłości. Potem opuściła rodzinę, aby poświęcić się modlitwie w odosobnieniu, w pobliżu miasta Amelia w Umbrii, gdzie poniosła śmierć męczeńską podczas prześladowań Dioklecjana i została pochowana 24 listopada. Inne wersje twierdzą, że została umęczona i pogrzebana w Civitavecchia 20 grudnia.
Jej wspomnienie obchodzone jest 24 listopada w Amelii i 28 kwietnia w Civitavecchia. Święta jest patronką obu tych miast.
Jej kult czasami powiązany był także z kultem św. Illuminaty i św. Felicissimy.